# RDFa
RDFa é um conjunto de extensões ao XHTML que está a ser proposto pelo w3c. O RDFa usa atributos em elementos meta e link do XHTML e generaliza os mesmos de modo a poderem ser usados em todos os elementos. Isto permite-lhe anotar os marcadores XHTML com semântica. Uma correspondência simples é definidas de modo a que se possam extrair os triplos RDF.

## Essência
A essência do RDFa é generalizar os atributos (daí o a em RDFa) dos elementos meta e link para permitir o uso em qualquer elemento num documento XHTML.
Esses atributos são:
- #about# - uma URI especificando o recurso de que se trata o metadado; na sua ausência, por omissão, o documento corrente
- #rel#, #rev# e #href# - especifica a relação ou a relação inversa com outro recurso
- #property# - especifica uma propriedade para o conteúdo de um elemento
- #content# - atributo opcional que ultrapassa o conteúdo do elemento quando se usa o atributo property
- #datatype# - atributo opcional que especifica o tipo de conteúdo

## Vantagens do RDFa
Os cinco "princípios dos metadados interoperacionais" a que o RDFa corresponde.
- Independência do editor - cada sítio pode usar os seus próprios padrões
- Reutilização de dados - os dados não são duplicados. Não necessita de secções separadas de XML e HTML para o mesmo conteúdo
- Autocontenção - O HTML e o RDF são separados
- Modularidade do esquema - Os atributos são reutilizáveis
- Progredibilidade - podem ser adicionados campos as transformações XML podem extrair semântica dos dados a partir de um ficheiro XHTML

## Exemplo de RDFa
Os exemplos que se seguem são um exemplo de adição de metadados Dublin core a um ficheiro HTML. Os elementos de dados Dublin core são dados tipicamente adicionados a um livro ou artigo (título, autor, tema, etc)
```
  <div xmlns:dc="http://purl.org/dc/elements/1.1/"
    about="http://www.example.com/books/wikinomics">
    <span property="dc:title">Wikinomics</span>
    <span property="dc:author">Don Tapscott</span>
    <span property="dc:date">2006-10-01</span>
  </div>
```

Contudo o verdadeiro poder do RDFa é em como permite que seja anotada marcação corrida com valores semânticos:
```
  
<p xmlns:dc="http://purl.org/dc/elements/1.1/"
     about="http://www.example.com/books/wikinomics">
    No seu último livro
    <i property="dc:title">Wikinomics</i>,
    <span property="dc:author">Don Tapscott</span>
    explica as mudanças profundas tecnológicas,
    demográficas e de negócios.
    Este livro será publicado em
    <span property="dc:date" content="2006-10-01">October 2006</span>.
  </p>
```